# Setsuko Kuwabara
Setsuko Kuwabara (japanisch 桑原 節子 Kuwabara Setsuko; geboren 2. Oktober 1947 in Tokio, Japan) ist eine japanische Kunsthistorikerin.

## Leben und Wirken
Setsuko Kuwabara studierte von 1966 bis 1970 Germanistik an der Sophia-Universität in Tōkyō. Nach dem Abschluss mit dem B.A. arbeitete sie als wissenschaftliche Assistentin im Labor für angewandte Linguistik der Universität.
Von 1974 bis 1980 studierte Kuwabara Kunstgeschichte bei Heinz Ladendorf und Günther Binding sowie Ur- und Frühgeschichte bei Gernot Jakob-Friesen (1926–2019) an der Universität zu Köln. Sie schloss als M.A. ab mit der Arbeit „Emil Orlik und seine Beiträge zur künstlerischen Wechselbeziehung“. Es folgte ein Promotionsstudium an der Universität Heidelberg bei Peter Anselm Riedl, Lothar Ledderose und Doris Croissant. 1984 Promotion mit der Dissertation „Emil Orlik und Japan“. Bis 1986 war sie als wissenschaftliche Assistentin in der Abteilung Ostasien des Kunsthistorischen Instituts der Universität Heidelberg bei Ledderose tätig.
Kuwabara war von 1986 bis 1990 Wissenschaftliche Mitarbeiterin und Nachfolgerin von Dr. Steffi Schmidt im Museum für Ostasiatische Kunst, SMPK (heute: Museum für Asiatische Kunst), Berlin-Dahlem. 1990 wechselte sie zum Japanisch-Deutschen Zentrum Berlin (JDZB) und leitete dort die Abteilung Dokumentation/Bibliothek bis 2008. Während dieser Zeit beschäftigte sie sich mit dem Gebiet der wissenschaftlichen Japan-Information und Organisation von Symposien, zusammen mit Eisuke Naitō am damaligen NACSIS, heute NII. Sie arbeitete für die internationale Zusammenarbeit der japanbezogenen wissenschaftlichen Bibliotheken und war Mitglied verschiedener Organisationskomitees, so z. B. EAJRS, „Tenri Antiquarian Materials Workshop“ und OJAMASG (Overseas Japanese Antiquarian Materials Study Group).
Kuwabara publiziert zu kunst- und kulturhistorischen Themen in Deutschland und Japan.

## Publikationen (Auswahl)
- Emil Orlik und Japan. Frankfurt a. M. (Haag und Herchen), 1987, ISBN 3-89228-100-9.
- Entwicklung des Holzschnittes im deutschsprachigen Raum und Ukiyo-e. In: Ukiyo-e masterpieces in european collections, Vol. 12, Museum für Ostasiatische Kunst, Berlin/Tōkyō (Kōdansha) 1988, ISBN 4-06-191292-5 (in japanischer Sprache).
- Fritz Rumpf und seine Sammlung japanischer Farbholzschnitte. In: Du verstehst unsere Herzen gut, Fritz Rumpf im Spannungsfeld der deutsch-japanischen Kulturbeziehungen. Hrsg. von H. Walravens und Japanisch-Deutsches Zentrum Berlin. Weinheim (Humaniora) 1989. ISBN 3-527-17686-1
- Surimono – Kostbare japanische Farbholzschnitte aus dem Museum für Ostasiatische Kunst, Berlin. Zusammen mit Steffi Schmidt. Berlin, Reimer 1990. ISBN 3-496-01071-1
- Emil Orlik – ein österreichischer Künstler in Japan. In: Verborgene Impressionen. Ausstellungskatalog des Österreichischen Museums für angewandte Kunst, Wien 1990. ISBN 3-900688-14-1
- Emil Orlik. Zusammen mit Eberhard Friese: Aus Japan, Tōkyō (Yūshōdō) 1996. ISBN 978-4-8419-0156-6
- Zwei bedeutende Ausstellungen japanischer Kunst in den 30er Jahren dieses Jahrhunderts. In: Berlin-Tokyo im 19. und 20. Jahrhundert. Hrsg. von Japanisch-Deutsches Zentrum Berlin. Berlin/Heidelberg/Tokyo/New York (Springer) 1997. ISBN 3-540-63491-6
- 95 Köpfe von Emil Orlik, Neue 95 Köpfe von Emil Orlik. Zusammen mit Eberhard Friese. Berlin (Gebrüder Mann) 1998. ISBN 3-7861-2272-5
- Jugendstil – Graphik und Kunsthandwerk im deutschsprachigen Raum. In: Einführung in den Japonismus. Hrsg. von The Society for the Study of Japonisme, Kyōto (Shibunkaku) 2000. (in japanischer Sprache) ISBN 4-7842-1053-9
- Symposium Informationen zu Japan im 21. Jahrhundert – Neue Aufgaben für die Japanbezogenen Bibliotheken im Deutschsprachigen Raum: 2.–3.11.2000 / JDZB, Japanisch-Deutsches Zentrum Berlin. Red. zusammen mit I. Hoppner. Berlin 2001.
- Hōeidō-ban, Hiroshige: Tōkaidō gōjūsan-tsugi by J. Suzuki, Y. Kimura und J.Ōkubo. In: Andon, 77, The Netherlands (The Society for Japanese Arts) 2004. ISSN 0168-2997. Buchbesprechung in englischer Sprache.
- Der Weg vom traditionellen ukiyo-e bis zum neuen sōsaku hanga und shin hanga. In: Kunst und Kunsthandwerk im interkulturellen Dialog (1850–1915). Hrsg. von F. Ehmcke, München (iudicium verlag) 2008. ISBN 978-3-89129-384-3
- Ausstellung Altjapanischer Kunst im Pergamon-Museum, 1939. In: Ausstellungskatalog „Pergamon und Seidenstraße“. Tōkyō (Museum of the Middle Eastern Culture Center) 2008. (in japanischer Sprache)
- Ranru und Boro. In: Antes und Ranru und Boro, Ausstellungskatalog des Franz Marc Museums, Kochel am See 2010. ISBN 978-3-9813534-0-2
- Und der Sumeru meines Dankes würde wachsen. Beiträge zur ostasiatischen Kunstgeschichte in Deutschland (1896–1932). Hrsg. von H. Walravens unter Mitarbeit von S. Kuwabara: Asien- und Afrika-Studien 35, der Humboldt-Universität zu Berlin, Wiesbaden (Harrassowitz) 2010. ISBN 978-3-447-06230-5
- Japan, dargestellt auf Exlibris. In: Forschung der Geschichte der japanisch-deutschen Kulturbeziehungen., 12. Hrsg. von Gesellschaft zur Erforschung der Geschichte des deutsch-japanischen Kulturaustausches, Tōkyō 2011. (in japanischer Sprache) ISSN 1341-4321
- Curt Glaser in Japan. In: Curt Glaser, Historiker der ostasiatischen Kunst. Hrsg. von H. Walravens. Staatsbibliothek zu Berlin, Neuerwerbungen der Ostasienabteilung, Sonderheft 31. Berlin, 2012. ISBN 978-3-88053-183-3
- Kupferdrucke der späten Edo-Zeit, Japanische Stadt- und Landschaftsansichten aus der Sammlung von Hanns Theo Schmitz-Otto. Hrsg. von S. Kuwabara und H. Walravens. Asien- und Afrika-Studien 39, der Humboldt-Universität zu Berlin, Wiesbaden (Harrassowitz) 2014. ISBN 978-3-447-10295-7
- Japan-Exlibris und Julius Kurth. In: Julius Kurth (1870–1949), Berliner Japansammler, Gelehrter und Pfarrer. Hrsg. von H. Walravens. Asien- und Afrika-Studien 51, Humboldt-Universität zu Berlin, Wiesbaden (Harrassowitz) 2017. ISBN 978-3-447-10950-5